# Nyctennomos ungulata
Nyctennomos ungulata är en fjärilsart som beskrevs av Emilio Berio 1955. Nyctennomos ungulata ingår i släktet Nyctennomos och familjen nattflyn. Inga underarter finns listade i Catalogue of Life.